# Eunomo (advogado)
Eunomo (em latim: Eunomus) foi um retor e advogado romano do século IV. Esteve ativo em Elusa, na Palestina e era primo de Eudemão. Foi citado pelo sofista Libânio nas epístolas 357 e 360, respectivamente datadas em 357 e 360.